# Janez Karlin
Janez Karlin, slovenski učitelj, igralec, režiser in funkcionar na področju kulture, * 18. november 1922, Ratanska vas, † 7. junij 2019, Maribor.

## Življenje
Začetki njegovega plodnega kulturnega dela segajo v leto 1947, ko je ustanovil in postal predsednik Sindikalnega kulturno-umetniškega društva Bratov Simončič v Rogaški Slatini, kjer je služboval (OŠ Sveti križ pri Rogaški Slatini) vse do selitve v Maribor. Njegov prihod v Maribor (1950), na Industrijsko tekstilno šolo (ITŠ), bi lahko šteli za pričetek Karlinovega obdobja, saj so v tem času nastala in se razvila številna amaterska gledališča, lutkovno gledališče, kulturno-umetniška društva, plesni centri, likovna razstavišča, literarno založništvo itn. Po službovanju upravnika internata ITŠ v Mariboru je bil zaposlen na Nižji gimnaziji Pobrežje, Nižji gimnaziji Kamnica, na 8. nižji gimnaziji in na OŠ Ivana Cankarja, kjer je bil vse od leta 1956 do 1986 tudi ravnatelj.

## Delo
V vsem tem času se je na omenjenih šolah posvečal režiji in igralstvu (prva režija v Mariboru je bila leta 1950, in sicer delo V. Katajeva Čudež v pustinji, tako da lahko danes govorimo o njegovi 50 letni režiserski poti in o režiji približno 70 gledaliških del. Pri tem je pomembno omeniti krstne uprizoritve, in sicer tekst Oblaki so rdeči (L. Suhodolčan), Večna lovišča (M. Štefanc) in Deklica Marjetka in velikan Teleban (M. Švajncer). Zraven teh še velja omeniti predstave Dežurna služba (J. Lutowski), Beraška opera (J. Gay), Sapica (J. Anouilh), Vražji fant zahodne strani (J. M. Synge), Tripče de Utolče (M. Držić), s katerimi je dosegal na republiških, zveznih (tj. na slovenskih in jugoslovanskih) ter mednarodnih srečanjih veliko priznanj.
Janez Karlin je (bil) kot ustanovitelj, idejni vodja in funkcionar na področju kulture:
- ustanovil je Amatersko gledališče Slava Klavora (1958), ki je bilo nadaljevanje Dramske skupine Slava Klavora;
- od ustanovitve (1970) trideset let predsednik Združenja gledaliških in lutkovnih skupin Slovenije;
- med ustanovnimi člani Naša pesem (1972);
- na njegovo pobudo ustanovljeno prvo Šolsko kulturno-umetniško društvo v Sloveniji (1974);
- član predsedstva ljubiteljskih kulturnih organizacij in zvez v Sloveniji (od leta 1949);
- predsednik Okrajnega dramskega sosveta;
- predsednik KUD Slava Klavora (1957-1969);
- predsednik Sveta za kulturo v Mariboru;
- poslanec skupščine SR Slovenije Prosvetno kulturnega zbora in član organov DPD v občini in republiki;
- predsednik izvršilnega odbora in nato skupščine Kulturne skupnosti Maribor;
- član predsedstva Saveza kulturno prosvetnih zajednica Jugoslavije (od 1981);
- član upravnega odbora (predstavnik Slovenije) Festivala dramskih amaterjev Jugoslavije;
- predsednik mariborskih ljubiteljskih kulturnih organizacij ZKPO in ZKO (1965-1997), pred tem pa podpredsednik okrajnega sveta ZKPO;
- član predsedstva ZKO Slovenije in osem let podpredsednik;
- 4 leta član predsedstva Kulturne skupnosti Slovenije;
- dolgoletni član gledališkega sveta SNG Maribor;
- deloval je v strokovni žiriji Borštnikovega srečanja (1978-1980), v žiriji za podelitev  Borštnikovega prstana (1981, 1982, 1984, 1985) in v žiriji občinstva Borštnikovega srečanja (1988);
- častni član ZKD Maribor in ZKD Slovenije;
- častni član Foto kluba Maribor;
- častni član Mladinskega pevskega zbora (sedaj Carmina Slovenica)
- častni član KUDa Slava Klavora.

## Nagrade
Za svoje ustvarjalno delo (na šolskem in gledališkem področju ter področju kulture v najširšem pomenu besede) je prejel številne nagrade, in sicer:
- Odličje Svobode z zlatim listom;
- Linhartova plaketa (1967);
- Red dela s srebrnim vencem (SFRJ);
- Red dela z zlatim vencem (SFRJ);
- Red zasluge za narod s srebrno zvezdo (SFRJ);
- Red Republike z zlastim vencem (SFRJ);
- Srebrni grb Maribora (1978);
- Zlata plaketa ZKO Maribor (1980);
- Kipec Matička (1982);
- Šilihova zlata plaketa (1984);
- Žagarjeva nagrada (1987);
- Zlata plaketa Sklada ljubiteljskih kulturnih dejavnosti Slovenije (1998);
- Medalja Zveze kulturnih društev Maribor (2002);
- Mestni pečat Maribora (2002);
- Častni občan Maribora (2018).

S svojimi idejami in energijo je tako dajal pobude za udejanjanje kulturnega življenja v Mariboru in širše, ga tudi uresničeval, vodil in organiziral, dajal zgled, prav tako pa podpiral nastajajoče kulturno-umetniške programe in ideje drugih. Ob vseh abonmajih (v SNG Maribor in Narodnem domu), obiskih in otvoritvah, tako likovnih kot literarnih prireditev, je Janez Karlin še danes eden najzvestejših sodelavcev, spremljevalcev in podpornikov kulturnega dogajanja v Mariboru in širše.